# Orfelia vespiformis
Orfelia vespiformis är en tvåvingeart som beskrevs av Günther Enderlein 1910. Orfelia vespiformis ingår i släktet Orfelia och familjen platthornsmyggor. Inga underarter finns listade i Catalogue of Life.